# Эниды
Эниды, или башневидные (лат. Enidae), — семейство брюхоногих моллюсков надсемейства Pupilloidea отряда стебельчатоглазых. В европейской фауне насчитывается 176 видов.

## Описание
Улитки мелких и очень мелких размеров; раковина в длину от 4 до 20 мм.